# Население на Мозамбик
Населението на Мозамбик според последното преброяване от 2007 г. е 20 252 223 души.

## Численост
Численост на населението според преброяванията през годините:
| Година | Численост  |
| 1980   | 12 130 000 |
| 1997   | 16 075 708 |
| 2007   | 20 252 223 |
| 2017   | 27 909 798 |

## Възрастова сткруктура
(2000)
- 0-14 години: 43% (мъжe 4 079 240/ жени 4 122 578)
- 15-64 години: 54% (мъже 5 123 178/ жени 5 262 618)
- над 65 години: 3% (мъже 215 412/ жени 301 670)

(2007)
- 0-14 години: 44,7% (мъжe 4 692 126/ жени 4 647 960)
- 15-64 години: 52,5% (мъже 5 345 618/ жени 5 633 511)
- над 65 години: 2,8% (мъже 244 886/ жени 341 484)

## Коефициент на плодовитост
- 2007-5.29
- 2003-4.87
- 2000-4.93

## Расов състав
- 99,4 % – черни
- 0,2 % – мулати
- 0,1 % – бели
- 0,1 % – араби
- 0,1 % – индийци
- 0,1 % – китайци

## Религия
(1997)
- 40,6 % – християни
- 17,8 % – мюсюлмани

## Език
Официален език в Мозамбик е португалски.